# 제로 (1988년생 프로게이머)
제로(본명: 신혁, 1988년 7월 19일 ~ )는 대한민국의 전직 리그 오브 레전드 프로게이머이다. 프로게임단 지도자로도 활동했다. 선수 시절 아이디는 Xero였으며 포지션은 AD 캐리 및 미드라이너였다.

## 선수 시절
2012년 5월, 스타테일에 입단하면서 프로 커리어를 시작했다. 2012년 8월, 팀이 해체하면서 퇴단했다.
2015년 12월, 세인트 게이밍에 입단했다. 스프링 시즌 팀의 잔류에 기여했다. 
2016년 5월, 현역에서 은퇴했다.

## 지도자 생활
2016년 5월, 스타 호른 로열 클럽의 코치로 부임했다.
2017년 1월, 락스 타이거즈의 코치로 부임했다.
2018시즌을 앞두고 BBQ 올리버스의 코치로 부임했다. 2018시즌 종료 후 팀에서 물러났다.
2020시즌을 앞두고 페인 게이밍의 코치로 부임했다. 2021시즌을 앞두고 팀의 감독으로 승격되었다. 2021년 6월, 코치로 자리를 옮겼다.

## 수상 내역

### 지도자
- 리그 오브 레전드 프로리그 서머 2016 준우승
- IEM 시즌 11 월드 챔피언십 4강
- 서킷 브라질리언 리그 오브 레전드 2020 스플릿 2 준우승